# John Shute
Pour les articles homonymes, voir Shute.
John Shute (décédé en 1563) est un artiste, théoricien de l'architecture et architecte anglais né à Cullompton,. Son livre, The First and Chiefe Groundes of Architecture (1563), est le premier ouvrage en anglais sur l'architecture classique et le premier à employer les termes d'architect et d'architecture,,.

## Biographie
La date de naissance de Shute est inconnue. Il semble néanmoins être né à Cullompton, dans le Devon. À Londres, il devient membre de la Worshipful Company of Painter-Stainers (en) et acquiert une solide réputation de miniaturiste,. Il se définit lui-même comme « peintre et architecte », il est d'ailleurs le premier anglais à employer le terme d'architect pour parler de son métier,,. Dans les années 1540, il semble avoir travaillé pour Edward Seymour, engagé par William Thynne (en). Il aurait ainsi travaillé à la construction de la Somerset House et peut-être à la maison de campagne de William Thynne.
Lorsque Edward Seymour tombe en disgrâce en 1549, Shute rejoint son successeur John Dudley, 1er duc de Northumberland, et construit pour lui une aile résidentielle au château de Dudley (en),. John Dudley envoie Shute en Italie en 1550 où il effectue des études diverses qui lui permettent d'écrire son livre publié en 1563, année de sa mort,.

## The First and Chiefe Groundes of Architecture (1563)

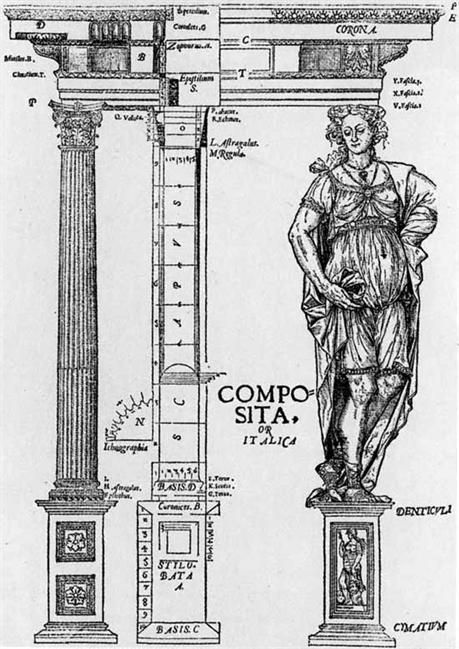
John Shute, Ordre composite dans The first and chief groundes of architecture, 1563.

La redécouverte du De architectura de Vitruve suscite une fascination chez les hommes de la Renaissance qui s'empressent de diffuser l'ouvrage à travers série d'impressions et de traductions partout en Europe dès 1486, favorisées par le développement de l'imprimerie. Cependant, l'Angleterre échappe au phénomène, l'ouvrage n'est pas traduit.
L'ouvrage de Shute apparaît donc en 1563 comme le premier traité anglais à décrire les ordres de l'architecture classique; et il est fortement inspiré de Vitruve et de Serlio,,. The First and Chiefe Groundes of Architecture est rédigé par son auteur après son voyage effectué en Italie en 1550, à l'instigation du duc de Northumberland. À son retour, constatant que ses compatriotes ignorent la nouvelle théorie architecturale, il décide de rédiger cet ouvrage et en langue anglaise afin de s'assurer d'être bien compris de tous.
Cet ouvrage consiste en une paraphrase de la théorie vitruvienne de l'architecture, dont Shute avait eu connaissance par le commentaire de Guillaume Philandrier (1544) il ne cherche donc pas à proposer une réflexion originale sur l'architecture. Cependant, son mérite, c'est précisément d'introduire cette théorie vitruvienne en Angleterre, à une époque où il n'existe aucune traduction de l'œuvre de Vitruve en langue anglaise.
Le livre de Shute se caractérise par une assimilation des ordres architecturaux à des figures humaines. Ainsi le dorique est assimilé au principe masculin et se voit assigné un Hercule tandis que l'ionique est assimilé au principe féminin et se voit donc représenté par une femme, il est l'expression de la « grâce féminine »,. Les illustrations sont imprimées en encre indigo, ce qui en fait les premières gravures anglaises imprimées dans une encre de couleur.
Il est peu probable que ce livre s'adresse à proprement parler à des architectes en raison de la superficialité des représentations des ordres. Il semble davantage dédié aux artisans qui avaient en Angleterre l'habitude de se promener sur les chantiers avec des pattern-books comme celui de Hans Vredeman de Vries,. Ainsi, bien qu'il soit le premier livre à employer le terme d'architect, il sert davantage de répertoire ornemental et sa destination semble bien être le building plutôt que l'architecture. C'est-à-dire que ce livre se place dans un contexte où le métier d'architecte n'existe pas à proprement parler, c'est une discipline empirique, artisanale, loin de la définition claire qu'en fait Alberti dans son De re ædificatoria,.
Il est difficile de déterminer l'influence réelle du livre de Shute, mais on peut tout de même noter qu'il a été réédité plusieurs fois : en 1579, 1584 et 1587.